# Дукт (Мазовецьке воєводство)
Дукт (пол. Dukt) — село в Польщі, у гміні Гліноєцьк Цехановського повіту Мазовецького воєводства.
Населення — 147 осіб (2011).
У 1975-1998 роках село належало до Цехановського воєводства.

## Демографія
Демографічна структура станом на 31 березня 2011 року:
|          | Загалом | Допрацездатний вік | Працездатний вік | Постпрацездатний вік |
| -------- | ------- | ------------------ | ---------------- | -------------------- |
| Чоловіки | 77      | 18                 | 50               | 9                    |
| Жінки    | 70      | 17                 | 35               | 18                   |
| Разом    | 147     | 35                 | 85               | 27                   |